# Église Saint-Amand d'Homps
L'église Saint-Amand est une église située à Homps, en France.

## Localisation
L'église est située sur la commune d'Homps, dans le département français de l'Aude.